# Долфинс-Барн
Долфинс-Барн (англ. Dolphin's Barn; ирл. An Carnán, «узел») — городской район Дублина в Ирландии, находится в административном графстве Дублин (провинция Ленстер).